# Гражданска война в Афганистан (1989 – 1992)
Гражданската война в Афганистан между 1989 г. и 1992 г. е един от етапите на военния конфликт в Афганистан, в който правителствените сили на Демократична република Афганистан (ДРА), с подкрепата на Съветския съюз се бори срещу муджахидините, които са подкрепени от Пакистан, САЩ и някои други страни.
Първоначално, благодарение на съветските военни доставки и военни съветници, правителството на ДРА успява да запази контрола върху положението в страната, като отблъсква многобройната офанзива на муджахидините. Въпреки това, с разпадането на Съветския съюз военната помощ спира напълно, а през пролетта на 1992 г. правителството на ДРА е свалено.

## История

### Ситуация след изтеглянето на съветските войски
Изтеглянето на съветските войски на 15 февруари 1989 г. подтиква опозицията да засили военните операции срещу просъветския режим на Наджибула. Но извършени мащабни доставки на оръжие и боеприпаси, както и гориво и храна от Съветския съюз за Афганистан, действащите съветски военни съветници, поддържат просъветския режим на Афганистан в продължение на повече от 3 години.
В същото време, след оттеглянето на съветските войски, правителството на Афганистан продължава курса, започнат през 1987 г. от Мохамед Наджибула за национално помирение. Въведена е нова конституция в страната, приет е закон за политическите партии и социално-политическите организации, според които в страната е въведена многопартийна система.
Въпреки това, въоръжена опозиция, като описва политиката на национално помирение и прекратяване на огъня за знак на държавна слабост, не само не приема офертата за помирение, но също така заявява да се засили борбата срещу „комунистическия режим“ до пълното му разорение. Едностранното прекратяване на огъня от правителствените войски, в условия, когато муджахидините продължават да се борят, само води до понижение на морала на правителствените войски. Президентът Наджибула и правителството са на летището в Кабул, за да бъдат готови да напуснат страната, ако е необходимо. В Афганистанската армия има все по-чести случаи на дезертьорство. Много правителствени служители спират да работят и установяват връзки с муджахидините.

### Военни активи на ДРА
Американските разузнавателни служби очакват колапсът на режима на ДРА да бъде след 3 или 6 месеца.
При тази оценка обаче не се отчитат редица активи, държани от правителството на ДРА. Първият от тях е голямото количество военно оборудване, прехвърлено от Съветския съюз. През 1989 г. армията и проправителствените милиции все още имат 1568 танка, 828 бронетранспортьори, 4880 артилерийски оръдия, 126 модерни изтребители-бомбардировачи и 14 бойни хеликоптери. В допълнение, ДРА продължава да получава голяма помощ от Съветския съюз. Правителствените войски, използват в големи количества ракети Скъд: между 1988 г. и 1992 г., повече от 2000 от тях са използвани в Афганистан, а това е най-големият брой на балистични ракети, изстреляни във военните конфликти след края на Втората световна война. Това значително количество огнева мощ е достатъчно, за да ограничи муджахидините.
Междувременно муджахидините се възползват от разширената външна военна подкрепа от Съединените щати, Саудитска Арабия, Пакистан и други страни. Съединените щати подкрепят отрядите под ръководството на Ахмад Шах Масуд, чиято подкрепа се увеличава значително по време на операцията на администрацията на Рейгън „Циклон“.

### Битка за Джелалабад
До пролетта на 1989 г. правителството на Демократична република Афганистан не показва признаци на бързо разпадане. Американски и пакистански поддръжници на муджахидините решават да извършат голяма военна операция. Някои муджахидински лидери като Абдул Хак вярват, че муджахидините не са в състояние да превземат по-големите градове. Но американците и пакистанците искат победа. Пакистанците имат намерение да създадат фундаментално правителство в Афганистан. Целта е да падне Джелалабад. В Джелалаба трябва да бъде „временното правителство“, което те подкрепят. Министър-председателят трябва да бъде Абдул Расул Саяф, а министъра на външните работи – Гулбудин Хекматияр.
Муджахидинските сили са 10 000 души, предимно афганистанци, както и редица чуждестранни бойци наемници. Офанзивата започва на 5 март 1989 г. Първите селища, превзети от муджахидините са Самаркел и летището. Въпреки това, те скоро са блокирани от главните позиции на афганистанската армия с бодлива тел и минни полета. Правителствените сили могат да разчитат на интензивна подкрепа от въздуха, а афганистанските въздушни сили извършват от 100 до 120 излитания на ден в продължение на войната. Три батареи Скъд, разположени около Кабул и контролирани от съветските войски изстрелват повече от 400 ракети, поддържащи гарнизона на Джелалабад. Въпреки своята неточност, това оръжие има сериозен ефект върху морала на муджахидините, които не могат да направят нищо, за да предотвратят атаките.
Освен това силите на муджахидините са разделени между различни групи, които не могат да координират действията си. До средата на май, те не успяват да завземат Джелалабад и се борят с малко количество боеприпаси. През юли те не успяват да предотвратят освобождаването на селото Самаркел от афганистанската армия. Джелалабад все още е твърдо в ръцете на правителството на Наджибула. Загубите на муджахидините са оценени на 3000 жертви по време на тази битка.
Противно на очакванията на САЩ и Пакистан, в тази битка се оказва, че афганистанската армия има силите да се бие без съветска помощ и значително увеличава доверието на привържениците на правителството. От друга страна, духа на муджахидините продължава да спада, като много местни началници подписват примирие с правителството. Според бригаден генерал Мохамед Юсуф, муджахидините не се възстановяват от Джелалабад.
По-късно правителствените сили отново доминират през април 1990 г. по време на офанзивата срещу укрепения комплекс в Пагман. След тежки бомбардировки и боеве, които продължават до края на месец юни, афганистанската армия, водена от Достум успява да изгони от окопите муджахидините.
Единственият значителен успех, постигнат от муджахидините през годините, е превземането на Хост. До първата половина на 1991 г. афганистанското правителство контролира само 10% от територията на страната.
На 27 срещу 28 април 1992 г. с помощта на генерал Абдул Рашид Достум, е извършен преврат в Кабул, което води до нова фаза на гражданската война.
Така армията на ДРА, имаща общо превъзходство в жива сила и техника не може да спре настъплението на муджахидините. Те печелят напълно. ДРА е свалена, а комунистическата идеология никога не се възражда в Афганистан.